# Longaphon

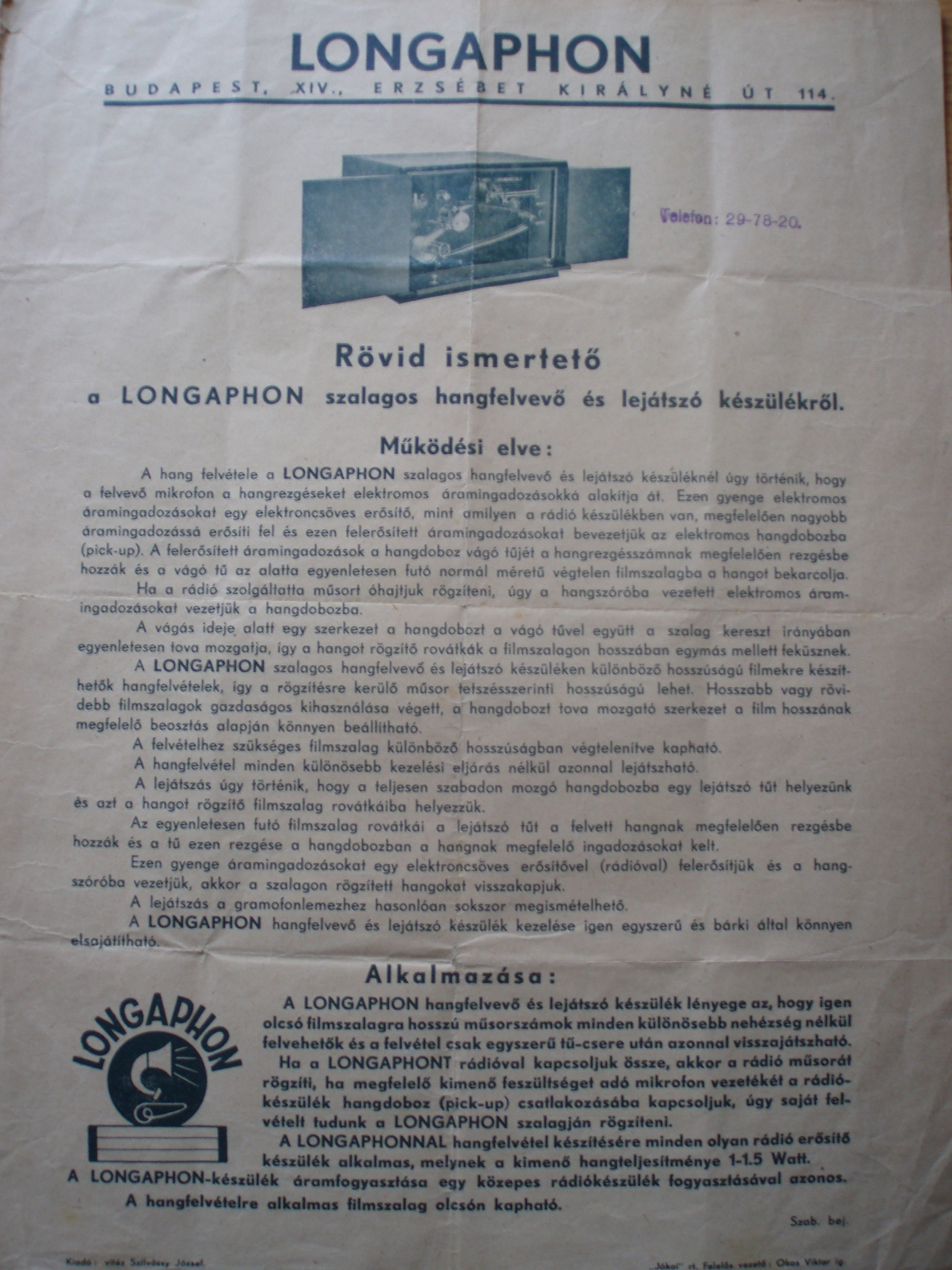
Korabeli ismertető a készülékről

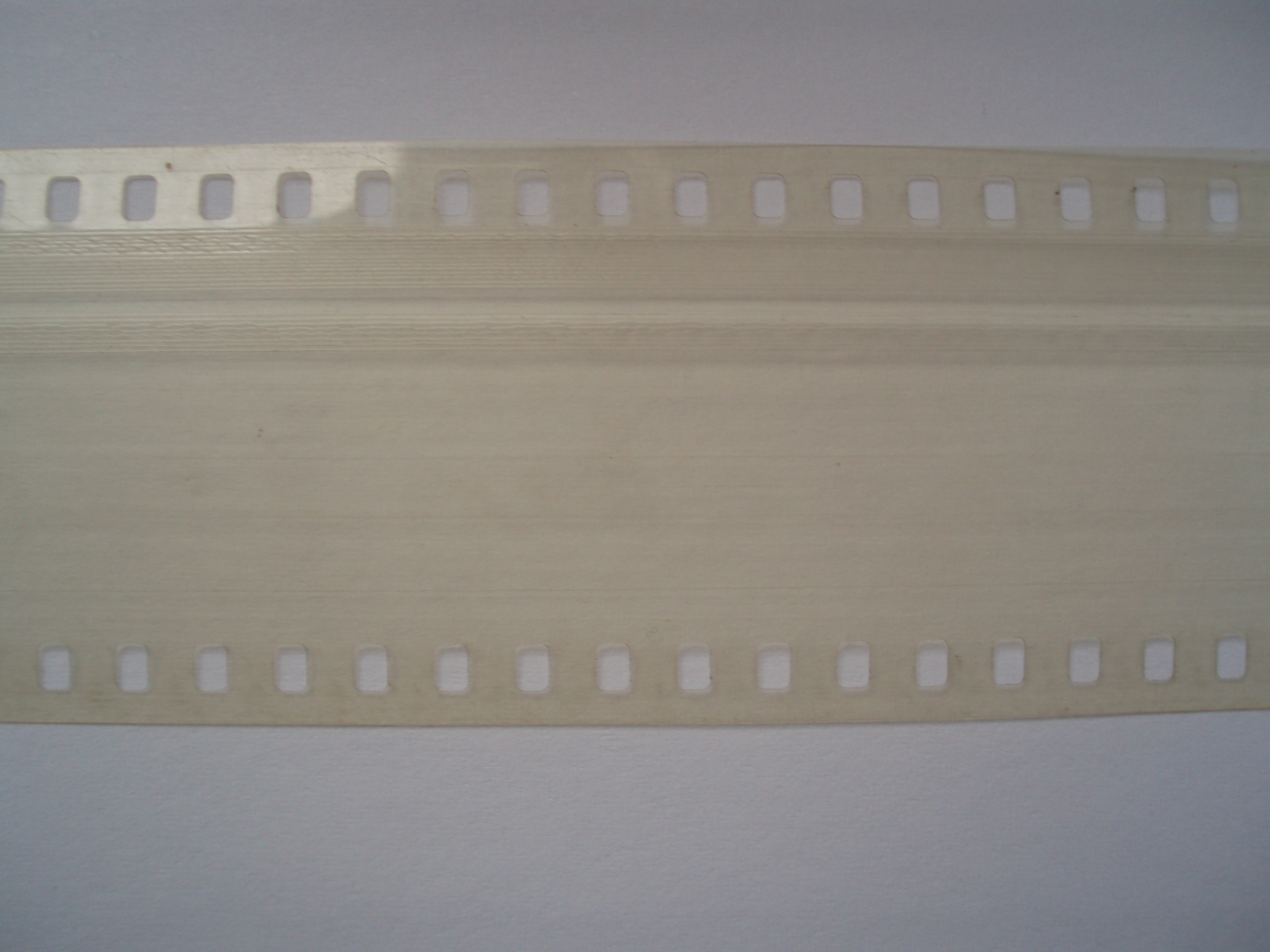
A hangfelvételt tartalmazó filmszalag részlete

A Longaphon egy hangrögzítési eljárás volt Magyarországon az 1940-es években, melyet 35 mm-es filmhordozóra fejlesztettek ki. A készülék eredetijét külföldön már korábban megépítették, továbbfejlesztésén Magyarországon többen is dolgoztak. Az egyik továbbfejlesztett változat megalkotója May Alajos (1902–1966) székesfehérvári gépészmérnök, berepülőpilóta. A készüléket a Magyar Szabadalmi Hivatal 128052, továbbfejlesztett változatát 130118, az Amerikai Egyesült Államok Szabadalmi Hivatala pedig 2323066-os lajstromszámmal jegyzi. Egy hasonló készüléket őriz a Magyar Műszaki és Közlekedési Múzeum Műszaki Tanulmánytára is.

## Működése
A Longaphon hangfelvevő és -visszajátszó készüléknél a hangrögzítés módja megegyezik a korabeli alkalmazott síkfilmekre felvett 78/perc fordulatszámú, tranzverzális modulációjú gramofonlemez felvételi eljárásával. Ekkoriban nagy mennyiségben álltak rendelkezésre használt mozifilm-szalagok, melyeket perforációs hajtással végtelenítettek. A gramonfonhoz hasonlóan ennél a készüléknél is a 78-as fordulatszámú sellak lemezekhez is használatos normáltű szükséges a lejátszáshoz. A felvétel készítéséhez tetszőlegesen kiválasztott hosszúságú (de a berendezés adottságai miatt csak maximálisan 15 méternyi) végtelenített filmszalag használható, ennek terjedelme értelemszerűen meghatározza a készítendő felvétel maximális hosszát is. A rögzítés és a visszajátszás két különböző tűvel történik. Hanganyag rögzítéskor a hevített vágótű a szalagba a felvenni kívánt hangnak megfelelő barázdákat váj, s hogy a végtelenített szalagon a barázdák egy teljes fordulat megtétele után ne találkozzanak egymással, a szalag hosszúságától függően a szerkezet folyamatosan befelé lépteti a vágótűt - ennek mértéke egyéni igények szerint beállítható. A vágásnál a mélység szabályozása pontosan kell történjen, mivel az itt használt filmek anyaga rendszerint vékonyabb volt, mint a síkfilmeké. A vágott hang maximális amplitúdója körülbelül 0,1 mm lehet, hogy ezáltal ne érjenek össze a szomszédos sávok. A filmszalag továbbítása megközelítőleg 0,5 m/sec sebességgel történt, ami egy tekercsen maximálisan kb. 50 percnyi hang rögzítését tette lehetővé. Akkoriban ez meglehetősen nagy adatsűrűséget jelentett. A felvette hang minősége is jónak volt mondható, mivel a 10 kHz-hez tartozó hullámhossz hozzávetőlegesen 50 µm, ez mechanikusan még jól rögzíthető. Ez az eljárás csupán egyszeri rögzítésre alkalmas, a szokszorosítás nem lehetséges.
A készülék lényegében a kor egyik amatőr hangrögzítő berendezése volt, és még az akkoriban kezdődött mágneses hangrögzítés vetélytársának is bizonyult. Hátránya a szalag végtelenítéséből adódott, melynek következtében egyfelől kb. 30 másodpercenkénti kattogás volt hallható, másrészt mechanikailag is erősen igénybevette a tekercset.
A Longaphon készülékhez rádió és mikrofon egyaránt csatlakoztatható, így rádióműsor, illetve saját hangfelvétel is rögzíthető vele.